# Robertson River (Tanana River)
Der Robertson River ist ein 55 Kilometer langer linker Nebenfluss des Tanana River im Interior des US-Bundesstaats Alaska.

## Verlauf
Der Robertson River wird vom Robertson-Gletscher in der nördlichen Alaskakette gespeist, fließt anfangs Richtung Ostnordost, macht einen weiten Bogen nach links, fließt anschließend erneut in Richtung Ostnordost und mündet 25 Kilometer westnordwestlich von Tanacross in den Tanana River. Kurz vor der Mündung überquert der Alaska Highway (Alaska Route 2) den Fluss. Der Robertson River entwässert ein Areal von etwa 1460 km².

## Nebenflüsse
Der Rumble Creek mündet rechtsseitig in den Fluss.
Der West Fork Robertson River fließt dem Robertson River von links zu. Der 30 Kilometer lange Fluss wird von einem namenlosen Gletscher, der sein Nährgebiet an der Westflanke des Mount Kimball hat, gespeist. Der West Fork Robertson River fließt 30 Kilometer in nordöstlicher Richtung durch das Gebirge. Er trifft schließlich auf den Robertson River, 17 Kilometer oberhalb dessen Mündung in den Tanana River.

## Name
Benannt wurde der Robertson River 1885 von Lieutenant Henry Tureman Allen nach Sergeant Cady Robertson, einem Mitglied seiner Mannschaft.